# Rote Vogelmilbe
Die Rote Vogelmilbe (Dermanyssus gallinae) ist ein blutsaugender Ektoparasit von Vögeln. Sie befällt wildlebende Vögel wie Singvögel genauso wie Wirtschaftsgeflügel, vor allem Hühner, und auch Ziervögel. Als Fehlwirt befällt die Rote Vogelmilbe auch Säugetiere und den Menschen, es kommt so zur sogenannten Vogelhalterkrätze.

## Merkmale
Rote Vogelmilben sind etwa 750 bis 840 Mikrometer lang und 400 Mikrometer breit (geschlechtsreife Weibchen). Sie sind nüchtern weißlichgrau gefärbt. Nach einer Blutmahlzeit scheint die rote Farbe des Bluts durch den Darm und die Körperdecke durch (Name); in fortgeschrittener Verdauung geht diese in bräunliche Farbtöne über. Der Körper ist wie bei fast allen Milben in zwei Abschnitte geteilt. Der größere Rumpfabschnitt mit den Beinen wird Idiosoma genannt. Am Vorderende, zwischen den Hüften der Vorderbeine, sitzt ein kleinerer Abschnitt, der die Mundwerkzeuge trägt, das Gnathosoma. Bei der Gattung Dermanyssus ist das Idiosoma langoval und hinten breit abgerundet. Es ist überwiegend weich sklerotisiert und biegsam. Darin sind fester sklerotisierte Platten eingelagert, die Sklerite oder Schilde genannt werden. Dermanyssus trägt auf der Oberseite nur einen Schild (Dorsalschild). Auf der Unterseite sitzen hintereinander drei kleinere Schilde, der Sternalschild, Genitalschild und Analschild (mit dem Anus). Der Dorsalschild bedeckt den größten Teil der Oberseite, er ist langgestreckt, vorn breit gerundet mit deutlich knickförmig abgesetzten Vorderecken (oder „Schultern“), dahinter lang nach hinten zu verschmälert. Das Hinterende ist recht abrupt, fast gerade, abgestutzt verrundet. Die Art ist gegenüber anderen Milbenarten derselben und verwandter Gattungen nur an der Form der Schilde, in erster Linie aber an deren Beborstung zu unterscheiden.
Die Mundwerkzeuge von Dermanyssus-Arten sind aufgrund der parasitischen Lebensweise charakteristisch abgewandelt. Die Cheliceren sind sehr langgestreckt und borstenförmig-zylindrisch, insbesondere ihr zweites Glied ist stark verlängert. Die Chela (scherenförmige Greifzange) an der Spitze ist fast rückgebildet, sie ist nur im elektronenmikroskopischen Bild noch erkennbar. Die Cheliceren können in den Rumpf (bis weit ins Idiosoma) zurückgezogen und bei der Nahrungsaufnahme vorgestreckt werden, sie dienen als Stechborsten, um die Haut des Wirts zu durchbohren. Die zusammengelegten Cheliceren bilden einen Nahrungskanal, durch den das Blut aufgesaugt wird.
Die Männchen der Dermanyssus-Arten besitzen auf der Bauchseite eine unpaare, mittige Geschlechtsöffnung vor dem Vorderrand des Bauchschilds. Ihre Cheliceren dienen als Begattungsorgane (Gonopoden). Sie sind auch an der insgesamt stärker sklerotisierten Körperoberfläche erkennbar. So sind bei ihnen alle drei Ventralschilde zu einem verschmolzen.

## Lebenszyklus
Die Art legt ihre Eier nicht auf dem Wirt ab, sondern in Spalten innerhalb von dessen Nest oder irgendwo in der Nähe davon, bei in Gehegen und Käfigen gehaltenen Tieren in Ritzen und Hohlräume von diesen. Die Rote Vogelmilbe schlüpft aus dem Ei als sechsbeiniges Larvenstadium, durchläuft, jeweils nach einer Häutung, zwei achtbeinige Nymphenstadien, deren letztes sich zum Adulttier häutet. Nymphen sind an kleineren, reduzierten Schilden von den Adulti unterscheidbar. Alle Stadien sind blutsaugend. Sie bleiben aber nicht (wie z. B. die Nordische Vogelmilbe) zwischen den Blutmahlzeiten auf dem Wirt sitzen, sondern verlassen ihn unmittelbar nach der Mahlzeit wieder. Es handelt sich also um temporäre Ektoparasiten, ähnlich z. B. den Stechmücken. Der Lebenszyklus vom Ei bis zur erneuten Eiablage der Weibchen kann unter günstigen Bedingungen (20 bis 25 °C, hohe Luftfeuchte) in einer Woche durchlaufen werden.
Jeder Eiablage, und jeder Häutung zum nächsten Stadium, geht eine Blutmahlzeit voraus. Pro Eiablage werden drei bis vier Eier abgelegt. Während seiner Lebensdauer kann ein Weibchen etwa 300 Eier produzieren. Die Lebensdauer eines Weibchens erreicht etwa 6 Wochen bei 25 °C, sie steigt bei 5 °C auf 9 Monate, bei dieser Temperatur ist aber weder Wachstum noch Entwicklung möglich. Tiere ohne jede Gelegenheit zur Nahrungsaufnahme können 34 Wochen überleben.

## Ökologie und Lebensweise
Rote Vogelmilben sind relativ wenig wirtspezifisch und von einer Vielzahl von Vogelarten (aus acht Ordnungen), sowohl vom Menschen gehaltenen wie auch wild lebenden, bekannt. Wirtschaftliche Probleme bestehen insbesondere in Geflügelzuchten, wobei alle Haltungssysteme (Käfig-, Boden-, Freilandhaltung) gleichermaßen betroffen sind. Die Art gehört zu den ökonomisch bedeutendsten Schädlingen in der Geflügelzucht, zumal sie auch eine Reihe von Infektionskrankheiten überträgt. Die Art tritt weltweit auf, ökonomische Schäden sind aber vor allem aus Europa und, zunehmend, Südamerika bekannt, während sie in Nordamerika gegenüber der Nordischen Vogelmilbe weniger Bedeutung besitzt.
Die Rote Vogelmilbe bewegt sich im Verhältnis zu ihrer eigenen Größe sehr schnell. Sie befällt die Vögel nur nachts, am Tage versteckt sich der Parasit im Nest, bei Gehegetieren in Ritzen und Spalten in Stalldecken, Wänden, Sitzstangen etc. Hier bilden die Milben rote oder graue Beläge – ohne Nahrung sind die Milben grau gefärbt (daher auch manchmal als „Graue Milbe“ bezeichnet). Bei hohen Dichten und brütenden Vögeln sind sie manchmal auch tagsüber auf Tieren zu finden. Die Art kann ohne weiteres aktiv längere Strecken auf der Wirtssuche zurücklegen und z. B. zwischen Gehegen und Käfigen überwechseln.
Rote Vogelmilben bevorzugen Temperaturen zwischen 20 und 30 °C. Bei niedrigen Temperaturen (5 °C) überleben sie und können sogar Eier legen, diese entwickeln sich aber nur weiter, wenn die Temperaturen ansteigen. Bei Temperaturen deutlich über 40 °C sterben sowohl die Milben wie auch ihre Eier nach relativ kurzer Zeit ab. Die Tiere überleben, wohl auch ohne besondere Akklimatisierung, Temperaturen um −10 °C ohne weiteres, sterben aber bei −20 °C rasch ab (20 Minuten). Alle Entwicklungsstadien sind relativ empfindlich gegenüber Austrocknung. Am längsten überlebten sie im Experiment bei 70 % Luftfeuchte.

## Krankheitsbild
Die Schadwirkung der Roten Vogelmilbe besteht im Saugen von Blut, Auslösen von Juckreiz und Entzündungen und dem damit verbundenen Stress der befallenen Tiere. Küken und Jungvögel können durch die ständige Blutabnahme schon bei mäßigem Befall sterben. Auch bei brütenden Vögeln sind direkte Todesfälle möglich.
Erkrankte Vögel kratzen sich ständig gereizt das Gefieder. An den Bissstellen kommt es zu Entzündungen und lang anhaltendem Juckreiz. Besonders gut sichtbar ist der Milbenbefall an den Beinen der Vögel. Im Extremfall ist die Haut hier stark angeschwollen, verkrustet und schuppig. Einzelne Hautpartien lösen sich nach und nach ab.
Der Befall lässt sich am einfachsten durch Verbringen toter Vögel in weiße Plastiktüten oder mit „Milbenfallen“ (weißes Klebeband) an den Sitzstangen nachweisen. Man kann auch nachts ein weißes Tuch über den Käfig legen. Findet man am Morgen darauf graue bis schwärzliche oder rote Punkte, ist dies ein zuverlässiger Hinweis für einen Milbenbefall.

## Wirtschaftlicher Schaden
Für Geflügelzüchter ist besonders der wirtschaftliche Schaden, den dieser Parasit verursacht, von Bedeutung, denn befallene Tiere sind geschwächt und anfällig für andere Krankheiten, da ihr Immunsystem beeinträchtigt ist. Hierdurch sind auch Aufzucht, Mast- und Legeleistung betroffen.

## Bekämpfung
Die Bekämpfung der Tiere erfolgt typischerweise mit Akariziden in Pulverform (Carbamate, Pyrethroide, Pyrethrum). Als gut wirksam hat sich Ivermectin erwiesen. Seit 2017 ist auch Fluralaner zur Verabreichung über das Trinkwasser zugelassen.
Problematischer ist die Entfernung der Milben aus Stallanlagen. Hier müssen alle Schlupfwinkel gründlich gereinigt und mit Akariziden behandelt werden. Alternativ kann ein 2-Komponenten-Desinfektionsmittel auf Basis von Peroxyessigsäure und Wasserstoffperoxid eingesetzt werden.
Eine Alternative zu Akariziden sind Silikatstaube (Kieselgur). Die Wirkungsweise beruht auf einem austrocknenden Effekt bei Kontakt. Eine weitere Möglichkeit ist das Bestreichen der Unterseite der Sitzstangen mit Pflanzenöl (grundsätzlich alle Öle). Hierbei verstopft das Öl die Poren und alle Stadien der Milben ersticken.
Als Tränkwasserzusatz kann in Legebetrieben ein Repellent auf natürlicher Basis eingesetzt werden. Dieser führt nicht zum Absterben der Milben, hindert aber die Milben daran Blut zu saugen und unterbricht damit den Reproduktionszyklus.
Doppelseitiges Klebeband an den Enden der Sitzstangen kann die Wanderung der Milben von den Schlupfwinkeln zu den Hühnern und zurück behindern.

## Befall des Menschen
Rote Vogelmilben ernähren sich normalerweise nur vom Blut von Vogelarten und können nur mit diesem ihren Lebenszyklus vollenden. Stehen hungrigen Milben aber keine Vögel zur Verfügung, versuchen sie an allen warmblütigen Organismen Blut zu saugen, auch am Menschen. Befall zeigt sich als unspezifische Arthropoden-Dermatitis mit roten Stichquaddeln (Papeln) mit Bläschenbildung und starkem Juckreiz. Der Stich selbst bleibt normalerweise unbemerkt, erst der nach einigen Stunden einsetzende Juckreiz macht auf den Befall aufmerksam. Bevorzugt gestochen wird an Kniekehlen, Ellenbeugen und der Bauchnabelregion. Da die Milben den Menschen unmittelbar nach dem Saugakt verlassen und in dieser Zeit selten bemerkt werden, werden sie selbst kaum jemals direkt gefunden, dadurch kann es oft zu Fehldiagnosen kommen.
Der Befall ist als Vogelhalter-Dermatitis besonders bei Geflügelzüchtern und -haltern oder Taubenzüchtern verbreitet. Er kann aber auch von wild an Gebäuden nistenden Stadttauben ausgehen. Hier besteht besondere Gefahr, wenn die Tauben hohe Dichten erreicht hatten, dann aber, etwa infolge einer Bekämpfung, plötzlich verschwunden sind. Oft sind Dachwohnungen betroffen, in den genannten Beispielen waren es Krankenhäuser. Das Krankheitsbild, Gamasoidosis genannt, bleibt lokal, über allergische Reaktionen wird nicht berichtet. Die Übertragung von Bakterien oder Viren auf den Menschen gilt als vom Prinzip her möglich, ist aber ebenfalls nicht nachgewiesen.

## Taxonomie
Die Gattung Dermanyssus umfasst gut 20 Arten, von denen aber nur Dermanyssus gallinae (im weiteren Sinne) bei vom Menschen gehaltenen Vogelarten vorkommt. Die übrigen Arten der Gattung sind meist viel wirtspezifischer. Allerdings weist die auch in Europa weit verbreitete Dermanyssus hirudinis ein ähnlich weites Wirtsspektrum auf (Singvögel, Schwalben, Tauben, Enten, Eulen …), sie kommt aber niemals an Hühnern vor. Die Art gallinae erwies sich bei molekularen Untersuchungen (Vergleich von DNA-Sequenzen) als gut differenziert gegenüber den übrigen beschriebenen Arten der Gattung. Allerdings besteht sie danach aus mehreren, genetisch getrennten aber morphologisch ununterscheidbaren, Entwicklungslinien.